# George Clooney-filmográfia
George Timothy Clooney amerikai színész, filmproducer, forgatókönyvíró és rendező. Minden idők legjobban fizetett színészei közé tartozik, filmjei összesen majdnem kétmilliárd dolláros bevételt értek el és tucatnyi olyan filmben szerepelt, amely világszerte több mint 200 millió dollárt termelt. Fontosabb díjai közt található két Oscar-díj, egy BAFTA-díj és négy Golden Globe-díj.
Pályafutását alacsony költségvetésű filmekben kezdte az 1980-as években, miközben televíziós sorozatokban is feltűnt. Az áttörést Doug Ross doktor szerepében érte el a Vészhelyzet című kórházi drámasorozatban (1994–1999), mellyel Golden Globe- és Primetime Emmy-jelöléseket kapott. Az 1990-es években többek között szerepelt az Alkonyattól pirkadatig (1996), a Szép kis nap! (1996), a Peacemaker (1997), a Batman és Robin (1997) és a Mint a kámfor (1998) című mozifilmekben. 
2000-ben az Ó, testvér, merre visz az utad? (2000) című vígjáték főszerepével nyerte meg első Golden Globe-díját. 2001-ben játszott Steven Soderbergh Ocean’s Eleven – Tripla vagy semmi című tolvajfilmjében, Matt Damon és Brad Pitt oldalán. Clooney két további folytatásban vállalt szerepet: Ocean’s Twelve – Eggyel nő a tét (2004) és Ocean’s Thirteen – A játszma folytatódik (2007). 2002-ben debütált rendezőként az Egy veszedelmes elme vallomásai című drámájával. 
A 2000-es évek során többek között játszott még a Solaris (2002), a Széftörők (2002), a Kegyetlen bánásmód (2003), a Sziriana (2005) – melyért Oscart kapott legjobb férfi mellékszereplő kategóriában –, A jó német (2006), a Michael Clayton (2007), az Égető bizonyíték (2008) és az Egek ura (2009) című filmekben (utóbbival legjobb férfi főszereplőként jelölték Oscarra).
2011-ben Alexander Payne Utódok című rendezésében főszerepelt, alakítását Golden Globe-díjjal és Oscar-jelöléssel méltatták. Ugyanebben az évben jelent meg A hatalom árnyékában című rendezése, amelyben főszerepben is feltűnik. 2013-ban Sandra Bullock partnere volt a Gravitáció című sci-fi-thrillerben. A 2014-ben bemutatott Műkincsvadászokat Clooney rendezőként, koproducerként, társ-forgatókönyvíróként és főszereplőként is jegyzi. Legújabb rendezése a Suburbicon – Tiszta udvar, rendes ház (2017) és Az éjféli égbolt (2020).
Leggyakoribb magyar szinkronhangja Szabó Sipos Barnabás.

## Filmográfia

### Film

#### Rendező, író és producer

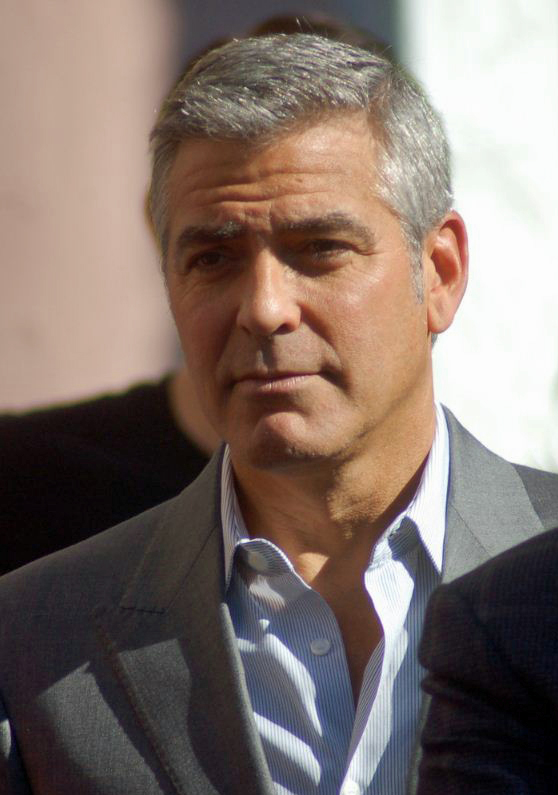
2012-ben

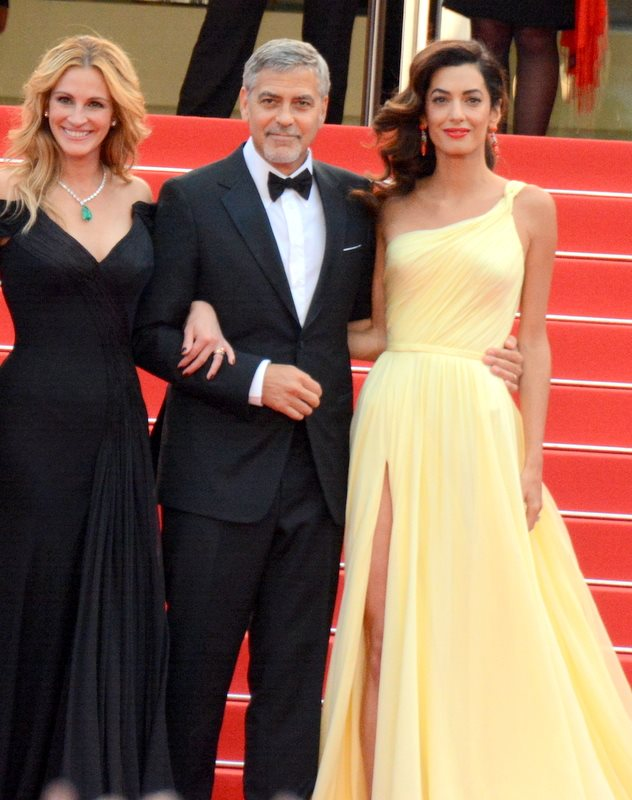
A Pénzes cápa premierjén a 2016-os cannes-i fesztiválon

| Év   | Magyar cím                            | Eredeti cím                      | Feladatkör | Feladatkör | Feladatkör |
| Év   | Magyar cím                            | Eredeti cím                      | Rendező    | Író        | Producer   |
| ---- | ------------------------------------- | -------------------------------- | ---------- | ---------- | ---------- |
| 2001 | Kémkölykök                            | Spykids                          | Nem        | Nem        | Vezető     |
| 2001 | Rocksztár                             | Rock Star                        | Nem        | Nem        | Vezető     |
| 2002 | Egy veszedelmes elme vallomásai       | Confessions of a Dangerous Mind  | Igen       | Nem        | Nem        |
| 2002 | Széftörők                             | Welcome to Collinwood            | Nem        | Nem        | Igen       |
| 2002 |                                       | Starbuck Holger Meins            | Nem        | Nem        | Igen       |
| 2002 | Álmatlanság                           | Insomnia                         | Nem        | Nem        | Vezető     |
| 2002 | Távol a mennyországtól                | Far from Heaven                  | Nem        | Nem        | Vezető     |
| 2004 | Rossz pénz                            | Criminal                         | Nem        | Nem        | Igen       |
| 2005 | A fiók                                | The Jacket                       | Nem        | Nem        | Igen       |
| 2005 | Jó estét, jó szerencsét!              | Good Night, and Good Luck        | Igen       | Igen       | Nem        |
| 2005 | Sziriana                              | Syriana                          | Nem        | Nem        | Vezető     |
| 2005 | Azt beszélik                          | Rumor Has It...                  | Nem        | Nem        | Vezető     |
| 2006 | Kamera által homályosan               | A Scanner Darkly                 | Nem        | Nem        | Vezető     |
| 2006 | Plutónium                             | Pu-239                           | Nem        | Nem        | Vezető     |
| 2007 | Michael Clayton                       | Michael Clayton                  | Nem        | Nem        | Vezető     |
| 2007 |                                       | Sand and Sorrow (dokumentumfilm) | Nem        | Nem        | Vezető     |
| 2007 | Dermesztő szél                        | Wind Chill                       | Nem        | Nem        | Vezető     |
| 2008 | Bőrfejek                              | Leatherheads                     | Igen       | Nem        | Igen       |
| 2009 | Az informátor!                        | The Informant!                   | Nem        | Nem        | Vezető     |
| 2009 | Kecskebűvölők                         | The Men Who Stare at Goats       | Nem        | Nem        | Igen       |
| 2009 |                                       | Playground (dokumentumfilm)      | Nem        | Nem        | Igen       |
| 2010 | Az amerikai                           | The American                     | Nem        | Nem        | Igen       |
| 2011 | A hatalom árnyékában                  | The Ides of March                | Igen       | Igen       | Igen       |
| 2012 | Az Argo-akció                         | Argo                             | Nem        | Nem        | Igen       |
| 2013 | Augusztus Oklahomában                 | August: Osage County             | Nem        | Nem        | Igen       |
| 2014 | Műkincsvadászok                       | The Monuments Men                | Igen       | Igen       | Igen       |
| 2015 | A válságstáb                          | Our Brand Is Crisis              | Nem        | Nem        | Igen       |
| 2016 | Pénzes cápa                           | Money Monster                    | Nem        | Nem        | Igen       |
| 2017 | Suburbicon – Tiszta udvar, rendes ház | Suburbicon                       | Igen       | Igen       | Igen       |
| 2020 | Az éjféli égbolt                      | The Midnight Sky                 | Igen       | Nem        | Igen       |
| 2021 | Iskola a pult mentén                  | The Tender Bar                   | Igen       | Nem        | Igen       |
| 2023 | Egy csónakban                         | The Boys in the Boat             | Igen       | Nem        | Igen       |

#### Színész
| Év   | Magyar cím                                 | Eredeti cím                        | Szerep                          | Magyar hang          | Rendező                 |
| ---- | ------------------------------------------ | ---------------------------------- | ------------------------------- | -------------------- | ----------------------- |
| 1987 |                                            | Return to Horror High              | Oliver                          |                      | Bill Froehlich          |
| 1987 |                                            | Grizzly II: Revenge                | Ron (stáblistán nem szerepel)   |                      | André Szőts             |
| 1988 | A gyilkos paradicsomok                     | Return of the Killer Tomatoes      | Matt Stevens                    | Szabó Sipos Barnabás | John De Bello           |
| 1989 |                                            | Red Surf                           | Remar                           |                      | H. Gordon Boos          |
| 1992 | Örökké fiatalon                            | Unbecoming Age                     | Mac                             | Szabó Sipos Barnabás | Alfredo Ringel          |
| 1993 |                                            | The Harvest                        | transzvesztita                  |                      | David Marconi           |
| 1996 | Alkonyattól pirkadatig                     | From Dusk Till Dawn                | Seth Gecko                      | Szabó Sipos Barnabás | Robert Rodríguez (1.)   |
| 1996 | Szép kis nap!                              | One Fine Day                       | Jack Taylor                     | Szabó Sipos Barnabás | Michael Hoffman         |
| 1997 | Batman és Robin                            | Batman & Robin                     | Batman / Bruce Wayne            | Szabó Sipos Barnabás | Joel Schumacher         |
| 1997 | Peacemaker                                 | The Peacemaker                     | Thomas Devoe alezredes          | Szabó Sipos Barnabás | Mimi Leder              |
| 1998 | Az őrület határán                          | The Thin Red Line                  | Charles Bosche százados (cameo) | Szabó Sipos Barnabás | Terrence Malick         |
| 1998 | Mint a kámfor                              | Out of Sight                       | Jack Foley                      | Szabó Sipos Barnabás | Steven Soderbergh (1.)  |
| 1998 | Mint a kámfor                              | Out of Sight                       | Jack Foley                      | Kőszegi Ákos         | Steven Soderbergh (1.)  |
| 1998 |                                            | Waiting for Woody (rövidfilm)      | önmaga                          |                      | Grant Heslov (1.)       |
| 1999 | Sivatagi cápák                             | Three Kings                        | Archie Gates                    | Szabó Sipos Barnabás | David O. Russell        |
| 1999 | Egy film rendezőt keres                    | The Book That Wrote Itself         | önmaga (cameo)                  |                      | Liam O Mochain          |
| 1999 | South Park – Nagyobb, hosszabb és vágatlan | South Park: Bigger, Longer & Uncut | Dr. Gouache (hangja)            | Szabó Sipos Barnabás | Trey Parker             |
| 2000 | Viharzóna                                  | The Perfect Storm                  | Billy Tyne kapitány             | Mihályi Győző        | Wolfgang Petersen       |
| 2000 | Ó, testvér, merre visz az utad?            | O Brother, Where Art Thou?         | Everett                         | Szabó Sipos Barnabás | Joel és Ethan Coen (1.) |
| 2001 | Ocean’s Eleven – Tripla vagy semmi         | Ocean's Eleven                     | Danny Ocean                     | Szabó Sipos Barnabás | Steven Soderbergh (2.)  |
| 2001 | Kémkölykök                                 | Spy Kids                           | Devlin                          | Szabó Sipos Barnabás | Robert Rodríguez (2.)   |
| 2001 | Kémkölykök                                 | Spy Kids                           | Devlin                          | Kőszegi Ákos         | Robert Rodríguez (2.)   |
| 2002 | Egy veszedelmes elme vallomásai            | Confessions of a Dangerous Mind    | Jim Byrd                        | Szabó Sipos Barnabás | George Clooney (1.)     |
| 2002 | Solaris                                    | Solaris                            | Chris Kelvin                    | Szabó Sipos Barnabás | Steven Soderbergh (3.)  |
| 2002 | Széftörők                                  | Welcome To Collinwood              | Jerzy                           | Szabó Sipos Barnabás | Anthony és Joe Russo    |
| 2003 | Kémkölykök 3-D – Game Over                 | Spy Kids 3-D: Game Over            | Devlin                          | Szabó Sipos Barnabás | Robert Rodríguez (3.)   |
| 2003 | Kegyetlen bánásmód                         | Intolerable Cruelty                | Miles Massey                    | Szabó Sipos Barnabás | Joel és Ethan Coen (2.) |
| 2004 | Ocean’s Twelve – Eggyel nő a tét           | Ocean's Twelve                     | Danny Ocean                     | Szabó Sipos Barnabás | Steven Soderbergh (4.)  |
| 2005 | Jó estét, jó szerencsét!                   | Good Night, and Good Luck          | Fred Friendly                   | Szabó Sipos Barnabás | George Clooney (2.)     |
| 2005 | Sziriana                                   | Syriana                            | Bob Barnes                      | Szabó Sipos Barnabás | Stephen Gaghan          |
| 2006 | A jó német                                 | The Good German                    | Jake Geismer                    | Szabó Sipos Barnabás | Steven Soderbergh (5.)  |
| 2007 | Michael Clayton                            | Michael Clayton                    | Michael Clayton                 | Szabó Sipos Barnabás | Tony Gilroy             |
| 2007 | Szudán valódi arca (dokumentumfilm)        | Darfur Now                         | önmaga                          |                      | Ted Braun               |
| 2007 | Ocean’s Thirteen – A játszma folytatódik   | Ocean's Thirteen                   | Danny Ocean                     | Szabó Sipos Barnabás | Steven Soderbergh (6.)  |
| 2007 |                                            | Sand and Sorrow (dokumentumfilm)   | narrátor                        |                      | Paul Freedman           |
| 2008 | Bőrfejek                                   | Leatherheads                       | Jimmy Connelly                  | Szabó Sipos Barnabás | George Clooney (3.)     |
| 2008 | Égető bizonyíték                           | Burn After Reading                 | Harry Pfarrer                   | Szabó Sipos Barnabás | Joel és Ethan Coen (3.) |
| 2009 | A fantasztikus Róka úr                     | Fantastic Mr. Fox                  | Róka úr (hangja)                | Szabó Sipos Barnabás | Wes Anderson            |
| 2009 | Kecskebűvölők                              | The Men Who Stare at Goats         | Lyn Cassady                     | Szervét Tibor        | Grant Heslov (2.)       |
| 2009 | Egek ura                                   | Up in the Air                      | Ryan Bingham                    | Szabó Sipos Barnabás | Jason Reitman           |
| 2010 | Az amerikai                                | The American                       | Jack / Edward                   | Haás Vander Péter    | Anton Corbijn           |
| 2011 | A hatalom árnyékában                       | The Ides of March                  | Mike Morris kormányzó           | Mihályi Győző        | George Clooney (4.)     |
| 2011 | Utódok                                     | The Descendants                    | Matthew King                    | Kőszegi Ákos         | Alexander Payne         |
| 2013 | Gravitáció                                 | Gravity                            | Matthew Kowalski                | Kőszegi Ákos         | Alfonso Cuarón          |
| 2014 | Műkincsvadászok                            | The Monuments Men                  | Frank Stokes                    | Epres Attila         | George Clooney (5.)     |
| 2014 | Annie                                      | Annie                              | önmaga (cameo)                  |                      | Will Gluck              |
| 2015 | Holnapolisz                                | Tomorrowland                       | Frank Walker                    | Szabó Sipos Barnabás | Brad Bird               |
| 2015 |                                            | A Very Murray Christmas            | önmaga                          |                      | Sofia Coppola           |
| 2016 | Ave, Cézár!                                | Hail, Caesar!                      | Baird Whitlock                  | Szabó Sipos Barnabás | Joel és Ethan Coen (4.) |
| 2016 | Pénzes cápa                                | Money Monster                      | Lee Gates                       | Szabó Sipos Barnabás | Jodie Foster            |
| 2020 | Az éjféli égbolt                           | The Midnight Sky                   | Augustine Lofthouse             | Szabó Sipos Barnabás | George Clooney (6.)     |
| 2022 | Beugró a Paradicsomba                      | Ticket to Paradise                 | David                           | Szabó Sipos Barnabás | Ol Parker               |
| 2023 | Flash – A Villám                           | The Flash                          | Batman / Bruce Wayne (cameo)    | Szabó Sipos Barnabás | Andy Muschietti         |
| 2024 | Képzeletbeli barátok                       | IF                                 | Űrhajós (hangja)                | Szabó Sipos Barnabás | John Krasinski          |
| 2024 | Két magányos farkas                        | Wolfs                              | Jack                            | Szabó Sipos Barnabás | Jon Watts               |

### Televízió
| Év        | Magyar cím                                      | Eredeti cím                                              | Szerep                                      | Megjegyzések                                                                                  |
| --------- | ----------------------------------------------- | -------------------------------------------------------- | ------------------------------------------- | --------------------------------------------------------------------------------------------- |
| 1984–1985 |                                                 | E/R                                                      | Mark "Ace" Kolmar                           | 8 epizód                                                                                      |
| 1984      |                                                 | Riptide                                                  | Lenny Colwell                               | 1 epizód                                                                                      |
| 1985      |                                                 | Street Hawk                                              | Kevin Stark                                 | 1 epizód                                                                                      |
| 1985      |                                                 | Crazy Like a Fox                                         | Skip                                        | 1 epizód                                                                                      |
| 1985–1987 |                                                 | The Facts of Life                                        | George Burnett                              | 17 epizód                                                                                     |
| 1986      |                                                 | Hotel                                                    | Nick Miller                                 | 1 epizód                                                                                      |
| 1986      |                                                 | Throb                                                    | Rollo Moldonaldo                            | 1 epizód                                                                                      |
| 1986      | Ketten a hadsereg ellen                         | Combat Academy                                           | Biff Woods őrnagy                           | - tévéfilm - magyar hangja: - Borbély László                                                  |
| 1987      |                                                 | Hunter                                                   | Matthew Winfield                            | 1 epizód                                                                                      |
| 1987      | Gyilkos sorok                                   | Murder, She Wrote                                        | Kip Howard                                  | 1 epizód                                                                                      |
| 1987      | Öreglányok                                      | The Golden Girls                                         | Bobby Hopkins nyomozó                       | 1 epizód                                                                                      |
| 1988–1991 | Roseanne                                        | Roseanne                                                 | Booker Brooks                               | 11 epizód                                                                                     |
| 1990–1992 |                                                 | Sunset Beat                                              | Chris Chesbro rendőr                        | 6 epizód                                                                                      |
| 1991      |                                                 | Baby Talk                                                | Joe                                         | 5 epizód                                                                                      |
| 1992      |                                                 | Jack's Place                                             | Rick Logan                                  | 1 epizód                                                                                      |
| 1992–1993 | Bűnvadászok                                     | Bodies of Evidence                                       | Ryan Walker nyomozó                         | 16 epizód                                                                                     |
| 1993      |                                                 | The Building                                             | Bonnie vőlegénye                            | 1 epizód                                                                                      |
| 1993      | Figyelmeztetés nélkül: Rémület a toronyházakban | Without Warning: Terror in the Towers                    | Kevin Shea                                  | - tévéfilm - magyar hangja: - Csankó Zoltán                                                   |
| 1993–1994 |                                                 | Sisters                                                  | James Falconer nyomozó                      | 19 epizód                                                                                     |
| 1994–2009 | Vészhelyzet                                     | ER                                                       | Dr. Doug Ross                               | - főszereplő (109 epizód) - magyar hangja: - Szabó Sipos Barnabás                             |
| 1995      | Jóbarátok                                       | Friends                                                  | Dr. Michael Mitchell                        | 1 epizód                                                                                      |
| 1997      | South Park                                      | South Park                                               | Csibész (Sparky) a kutya (hangja)           | 1 epizód (Meleg Al meleg vízitúrája)                                                          |
| 1998      |                                                 | Murphy Brown                                             | doktor                                      | 1 epizód                                                                                      |
| 1999      |                                                 | Kilroy                                                   | nem szerepel                                | - tévéfilm - író és producer                                                                  |
| 2000      | Bombabiztos                                     | Fail Safe                                                | Jack Grady ezredes                          | - élő televíziós adás - vezető producer - magyar hangja: - Szabó Sipos Barnabás               |
| 2003      |                                                 | K Street                                                 | nem szerepel                                | - televíziós sorozat - vezető producer (10 epizód)                                            |
| 2005      |                                                 | Unscripted                                               | nem szerepel                                | - televíziós sorozat - vezető producer (10 epizód) - rendező (5 epizód)                       |
| 2010      |                                                 | Hope for Haiti Now                                       | önmaga (házigazda)                          | - különkiadás - megalkotó és vezető producer                                                  |
| 2014      |                                                 | Text Santa 4                                             | George Oceans Gravity, Marquis of Hollywood | Downton Abbey jótékonysági szkeccsműsor                                                       |
| 2018      |                                                 | My Next Guest Needs No Introduction with David Letterman | önmaga                                      | 1 epizód                                                                                      |
| 2019      | A 22-es csapdája                                | Catch-22                                                 | Scheisskopf                                 | - minisorozat (6 epizód) - vezető producer és rendező - magyar hangja: - Szabó Sipos Barnabás |
| 2019      |                                                 | On Becoming a God in Central Florida                     | nem szerepel                                | - televíziós sorozat - vezető producer (10 epizód)                                            |
| 2020      | Esküdtszéki döntések a média árnyékában         | Trial by Media                                           | nem szerepel                                | - televíziós sorozat - vezető producer (6 epizód)                                             |

## Fordítás
- Ez a szócikk részben vagy egészben  a   George Clooney filmography című angol Wikipédia-szócikk fordításán alapul.  Az eredeti cikk szerkesztőit annak laptörténete sorolja fel. Ez a jelzés csupán a megfogalmazás eredetét és a szerzői jogokat jelzi, nem szolgál a cikkben szereplő információk forrásmegjelöléseként.
- Ez a szócikk részben vagy egészben  a   List of awards and nominations received by George Clooney című angol Wikipédia-szócikk fordításán alapul.  Az eredeti cikk szerkesztőit annak laptörténete sorolja fel. Ez a jelzés csupán a megfogalmazás eredetét és a szerzői jogokat jelzi, nem szolgál a cikkben szereplő információk forrásmegjelöléseként.